# 沙夫格呂布勒山
47°6′4″N 11°9′37″E / 47.10111°N 11.16028°E
沙夫格呂布勒山（德語：Schafgrübler），是奧地利的山峰，位於該國西部，由蒂羅爾州負責管轄，屬於斯圖拜阿爾卑斯山脈的一部分，距離上維勒峰0.7公里，海拔高度2,922米。